# Bob Joyce
Bob Joyce, född 3 november 1936, död 11 juli 2025, var en australisk friidrottare. Han deltog vid olympiska sommarspelen 1956.